# Nicolai Ceban
Nicolai Ceban (* 30. März 1986 in Chișinău) ist ein moldauischer Ringer.

## Werdegang
Nicolai Ceban begann im Alter von 13 Jahren im Jahre 1999 mit dem Ringen. Er ist Mitglied des Sportclubs Victoria Chișinău und wird dort von Nicolai Oriol trainiert. Er ist Student der Wirtschaftswissenschaften und ringt bei einer Größe von 1,84 Metern im Halbschwergewicht, der Gewichtsklasse bis 96 kg Körpergewicht. Dabei konzentriert er sich ganz auf den freien Stil.
Seine bisher größten Erfolge erzielte er als Junior. Im Jahre 2006 wurde er in Szombathely im Mittelgewicht Vize-Europameister hinter Alexander Chusrajew aus Russland und im gleichen Jahr gewann er auch bei der Junioren-Weltmeisterschaft in Guatemala-Stadt in der gleichen Gewichtsklasse mit dem 3. Platz hinter Imants Lagodskis, Lettland und Edgar Yenokjan, Armenien eine Bronzemedaille.
2007 nahm er mit 18 Jahren im Halbschwergewicht erstmals an der Weltmeisterschaft der Senioren in Baku teil und siegte dort in der 1. Runde über Andreas Sidanaris, Zypern, verlor aber in der nächsten Runde gegen Chetag Gasjumow, Aserbaidschan, schied aus und belegte den 16. Platz. 2008 gelangen ihm bei der Europameisterschaft in Tampere Siege über Imants Lagodskis und Swiad Bichsischwili, Niederlande. Gegen Georgi Gogschelidse, Georgien und Rowshan Scheikow aus Belarus verlor er aber und kam damit auf den 8. Platz. Es gelang ihm aber, sich im gleichen Jahr mit einem 2. Platz beim Olympia-Qualifikations-Turnier in Martigny/Schweiz für die Olympischen Spiele zu qualifizieren. In Peking war aber schon nach seiner Erstrunden-Niederlage gegen Gergely Kiss aus Ungarn für ihn Endstation. Dank seiner techn. Punkte, die er ihm Kampf gegen Kiss erzielte, kam er bei 20 Teilnehmern noch auf den 12. Platz.
Bei der Europameisterschaft 2009 in Vilnius kam Nicolai Ceban zu Siegen über Orestidis Leonidis, Griechenland und Ylimdat Saidow aus der Ukraine. Gegen Chetag Gasjumow verlor er aber, hatte aber noch die Möglichkeit, gegen den Türken Serhat Balci um eine EM-Bronzemedaille zu ringen. Diesen Kampf verlor er aber auch und belegte deshalb den 5. Platz. Bei der Weltmeisterschaft 2009 in Herning/Dänemark, traf er in seinen Kämpfen erneut auf Chetag Gasjumow und Serhat Balci, gegen die er wieder verlor. Er landete deshalb nur auf dem 21. Platz.
Bei der Europameisterschaft 2010 in Baku besiegte Nicolai Cerban in seinem ersten Kampf Pawel Olejnik aus der Ukraine, verlor dann gegen Georgi Gogschelidse und besiegte in seinem dritten Kampf Papadopoulos aus Griechenland. Im Kampf um eine EM-Bronzemedaille stand er erneut Serhat Balci gegenüber, gegen den er sich aber wieder geschlagen geben musste. Er kam darum wieder auf einen 5. Platz. 

## Internationale Erfolge
| Jahr | Platz | Wettbewerb                                         | Gewichtsklasse | |
| 2006 | 2.    | Junioren-EM in Szombathely                         | Mittel         | hinter Alexander Chusrajew, Russland, vor Dejan Bogdanow, Mazedonien                                                                                |
| 2006 | 3.    | Junioren-WM in Guatemala-Stadt                     | Mittel         | hinter Imants Lagodskis, Lettland u. Edgar Yenokjan, Armenien                                                                                       |
| 2007 | 16.   | WM in Baku                                         | Halbschwer     | mit Sieg über Andreas Sidanaris, Zypern u. Niederlage gegen Chetag Gasjumow, Aserbaidschan                                                          |
| 2008 | 1.    | New-York-Athletic-Club Open                        | Halbschwer     | vor Alan Gelogajew u. Andy Hrovat, bde. USA u. Ewgeni Kolomiets, Russland                                                                           |
| 2008 | 8.    | EM in Tampere                                      | Halbschwer     | mit Siegen über Imants Lagodskis u. Swiad Bidsischwili, Niederlande u. Niederlagen gegen Georgi Gogschelidse, Georgien u. Rowshan Scheikow, Belarus |
| 2008 | 2.    | Olympia-Qualifikations-Turnier in Martigny/Schweiz | Halbschwer     | hinter Chetag Gasjumow, vor David Zilberman, Kanada u. Luis F. Vivenes Urbanes, Venezuela                                                           |
| 2008 | 7.    | Universitäten-WM in Thessaloniki                   | Halbschwer     | Sieger: Ewgeni Kolomiets, vor Waleri Andritschew, Ukraine                                                                                           |
| 2008 | 12.   | OS in Peking                                       | Halbschwer     | nach einer Niederlage gegen Gergely Kiss, Ungarn |
| 2009 | 2.    | "Ion-Corneanu"-Memorial in Pitești/Rumänien        | Halbschwer     | hinter J.D. Bergman, USA, vor Georgi Sredkow, Bulgarien u. Kenan Gor, Türkei                                                                        |
| 2009 | 5.    | EM in Vilnius                                      | Halbschwer     | mit Siegen über Orestidis Leonidis, Griechenland u. Ylimdar Saidow, Ukraine u. Niederlagen gegen Chetag Gasjumow u. Serhat Balci, Türkei            |
| 2009 | 21.   | WM in Herning/Dänemark                             | Halbschwer     | nach Niederlagen gegen Chetag Gasjumow u. Serhat Balci                                                                                              |
| 2010 | 5.    | EM in Baku                                         | Halbschwer     | mit Sieg über Pawel Olejnik, Ukraine, Niederlage gegen Georgi Gogschelidse, Sieg über Papadopoulos, Griechenland u. Niederlage gegen Serhat Balci   |

## Erläuterungen
- alle Wettbewerbe im freien Stil,
- OS = Olympische Spiele, WM = Weltmeisterschaften, EM = Europameisterschaften,
- Mittelgewicht, bis 84 kg, Halbschwergewicht, bis 96 kg Körpergewicht